# Rudolf Eder (Fußballspieler)
Rudolf Eder (* 22. September 1930 in Gelsenkirchen) ist ein ehemaliger deutscher Fußballspieler.

## Sportlicher Werdegang
Eder war zuletzt im Jahr 1947 als A-Jugendspieler für den Gelsenkirchener Stadtteilverein SC Hassel zum Einsatz gekommen, bevor er nach Bonn gelangte. Für den dort ansässigen Bonner FV spielte er – bis auf die Saison 1949/50 in der 2. Oberliga West – von 1950 bis 1954 in der drittklassigen Landesliga Mittelrhein und von 1954 bis 1956 in der Bezirksklasse Mittelrhein.
Anschließend war er von 1956 bis 1959 für den 1. FC Köln – unter den Trainern Hennes Weisweiler (Spielertrainer) und Péter Szabó – in der Oberliga West aktiv und absolvierte am 5. Mai 1957 (28. Spieltag) beim 2:1-Sieg im Auswärtsspiel gegen den SV Sodingen sein einziges Saisonspiel. In der Folgesaison bestritt er elf und in seiner letzten zwölf Punktspiele; in dieser erzielte er am 11. Januar 1959 (17. Spieltag) beim 4:1-Sieg im Heimspiel gegen den Liganeuling STV Horst-Emscher mit dem Treffer zum 2:0 in der 63. Minute sein einziges Oberligator. Während seiner Vereinszugehörigkeit stellten die beiden zweiten Plätze 1958 und 1959 seine größten sportlichen Erfolge dar. Im Wettbewerb um den Westdeutschen Pokal erzielte Eder ein Tor in sechs Spielen. Zu seinen Mitspielern zählten u. a. der Torwart Fritz Ewert, außerdem Josef Röhrig, der Weltmeister von 1954 Hans Schäfer und Georg Stollenwerk. Zur Saison 1959/60 kehrte er zum Bonner FV zurück, für den er bis Saisonende 1960/61 in der 2. Oberliga West seine Fußballstiefel schnürte. Nach Angaben des kicker-Almanachs von 1962 gehörte Eder in der Saison 1961/62 noch dem Kader des Bonner FV in der 2. Oberliga West an.